# The Celtic View
The Celtic View ist eine wöchentlich erscheinende Vereinszeitschrift des schottischen Fußballvereins Celtic Glasgow. Die am 11. August 1965 erstmals erschienene Vereinszeitung ist die älteste im ganzen Vereinigten Königreich.
Die Zeitschrift von Celtic ist auf eine Idee des späteren Vorsitzenden des Vereins Jack McGinn zurückzuführen. McGinn erhielt zu Beginn vom Verein ein Darlehen in Höhe von £ 600 um die Papierkosten zu finanzieren. Die Auflage stieg in den folgenden Jahren auf bis auf 26.000 Stück. Heute hat das Magazin 72 Seiten mit über 6.000 Lesern wöchentlich und ist damit eines der meistverkauften Fußballvereinszeitungen in Großbritannien.